# Grey (Familienname)
Grey ist ein Familienname aus dem anglo-amerikanischen Sprachraum.

## Namensträger

### A
- Albert Grey, 4. Earl Grey (1851–1917), britischer Politiker
- Albert Grey (Politiker) (1853–1944), deutscher Gutsbesitzer und Politiker (BdL)
- Albert Thornton Grey (1925–2000), US-amerikanischer Jazzposaunist, siehe Al Grey
- Alex Grey (* 1953), US-amerikanischer Künstler
- Alexandra Grey (* 1991), US-amerikanische Schauspielerin
- Anne Grey (1907–1987), englische Schauspielerin
- Anthony Grey, 9. Earl of Kent (1557–1643), englischer Adliger
- Anthony Grey, 11. Earl of Kent (1645–1702), englischer Adliger
- Anthony Grey, Earl of Harold (1696–1723), britischer Adliger, Hofbeamter und Politiker
- Anthony Grey (Journalist) (* 1938), britischer Journalist
- Aubrey de Grey (* 1963), britischer Biologe

### B
- Ben Grey (1971–2007), britischer Pornodarsteller, siehe Kent North
- Benjamin E. Grey (1809–1879), US-amerikanischer Politiker
- Beryl Grey (1927–2022), britische Balletttänzerin und Choreografin
- Brad Grey (1957–2017), US-amerikanischer Filmproduzent und Unternehmer

### C
- Carola Grey (* 1968), deutsche Schlagzeugerin und Komponistin
- Carolyn Grey (1922–2002), US-amerikanische Jazzsängerin
- Catherine Grey (1540–1568), englische Adlige
- Charles Grey, 1. Earl Grey (1729–1807), britischer General
- Charles Grey, 2. Earl Grey (1764–1845), britischer Politiker
- Charles Grey, 5. Earl Grey (1879–1963), britischer Peer
- Charles Grey (Politiker) (1903–1984), britischer Politiker (Labour Party)
- Charles Grey, Pseudonym des britischen Science-Fiction-Autors E. C. Tubb (1919–2010)
- Christopher Grey (* 1964), britischer Ökonom
- Clare Grey (* 1965), englische Chemikerin
- Clifford Grey (1887–1941), britischer Schauspieler und Komponist
- Crispin Grey-Johnson (* 1946), gambischer Politiker

### D
- Dahlia Grey (* 1972), US-amerikanische Pornodarstellerin
- David Grey (Schauspieler), US-amerikanischer Schauspieler
- David Grey (Pokerspieler), US-amerikanischer Pokerspieler
- Denise Grey (1896–1996), französische Schauspielerin

### E
- Edward Grey (1862–1933), britischer Politiker und Ornithologe

### F
- Frederick Grey (1805–1878), britischer Marineoffizier

### G
- Gary Grey (* 1947), australischer Rugby-Union-Spieler
- Geoffrey Grey (* 1934), britischer Komponist, Violinist und Dirigent
- George Grey, 2. Baronet (1799–1882), britischer Politiker
- George Grey (Admiral) (1809–1891), englischer Admiral
- George Grey (Skilangläufer) (* 1979), kanadischer Skilangläufer
- George Grey Turner (1877–1951), englischer Chirurg
- George Edward Grey (1812–1898), neuseeländischer Politiker, Gouverneur der Kapkolonie, von Südaustralien und Neuseeland
- Gregorius Grey (* 1978), österreichischer Drehbuchautor, Schauspieler und Regisseur

### H
- Harold Grey (* 1971), kolumbianischer Boxer
- Harry Grey (Schriftsteller) (eigentlich Herschel Goldberg; 1901–1980), russisch-amerikanischer Schriftsteller
- Harry Grey (Filmproduzent) (1905–1963), US-amerikanischer Filmproduzent und Filmschaffender
- Harry Grey (Rennfahrer), US-amerikanischer Autorennfahrer
- Henry de Grey (Adliger, † 1219), englischer Adliger
- Henry de Grey (Adliger, † 1308) (um 1256–1308), englischer Adliger und Militär
- Henry Grey, 3. Baron Grey de Wilton (1281–1342), englischer Adliger
- Henry Grey, 3. Baron Grey of Codnor (um 1404–1444), englischer Adliger
- Henry Grey, Graf von Tancarville (1420–1450), englischer Adliger
- Henry Grey, 1. Duke of Suffolk (1517–1554), englischer Adliger, Militär und Politiker
- Henry Grey, 10. Earl of Kent (1594–1651), englischer Adliger und Politiker
- Henry Grey, 1. Duke of Kent (1671–1740), britischer Adliger und Politiker
- Henry Grey, 3. Earl Grey (1802–1894), britischer Adliger und Politiker
- Henry Grey (Ingenieur) (1846–1913), US-amerikanischer Ingenieur

### J
- Jane Grey (1537–1554), Königin von England
- Jared Grey (* 2005), deutscher Basketballspieler
- Jeffrey Grey (1959–2016), australischer Militärhistoriker
- Jennifer Grey (* 1960), US-amerikanische Schauspielerin
- Joel Grey (* 1932), US-amerikanischer Schauspieler
- John de Grey (vor 1198–1214), englischer Geistlicher, Bischof von Norwich und Justiciar of Ireland, siehe John de Gray
- John Grey (Adliger, † 1266), englischer Adliger
- John Grey, 2. Baron Grey of Wilton (1268–1323), englischer Adliger
- John de Grey (Adliger, † 1272) († 1272), englischer Adliger und Rebell
- John Grey (Ritter) († 1349 oder 1350), englischer Ritter
- John Grey, 1. Baron Grey of Rotherfield (1300–1359), englischer Adliger, Militär und Höfling
- John Grey (Adliger, † 1392) (1305/1311–1392), englischer Adliger und Militär
- John Grey, Graf von Tancarville († 1421), englischer Adliger, Militär und Diplomat
- John Grey, 2. Baron Grey of Codnor († 1430), englischer Adliger
- John Grey de Ruthyn (um 1387–1439), englischer Ritter
- John Grey of Groby (um 1432–1461), englischer Ritter
- John Grey, 1. Baron Grey of Powis (1460–1497), englischer Adliger
- John Grey, 2. Viscount Lisle (1481–1504), englischer Adliger
- John Grey, 2. Baron Grey of Powis (1485–1504), englischer Adliger
- John Grey (Drehbuchautor, 1873) (1873–1933), US-amerikanischer Drehbuchautor und Regisseur
- John Grey (Drehbuchautor, 1885) (John Wesley Grey; 1885–1964), US-amerikanischer Drehbuchautor, Regisseur und Schauspieler
- Julian Grey (* 2006), US-amerikanischer Schauspieler

### K
- Katrina Grey (* 1991),  slowakische Schauspielerin, Drehbuchautorin, Filmregisseurin, Filmproduzentin
- Keisha Grey (* 1994), US-amerikanische Pornodarstellerin

### L
- Lita Grey (1908–1995), US-amerikanische Schauspielerin

### M
- Maria Georgina Grey (1816–1906), englisch-britische Frauenbildungsaktivistin und Schriftstellerin
- Marina Grey (1919–2005), französische Schriftstellerin und Journalistin
- Mary Grey (1545–1578), englische Adlige
- Melissa Grey, US-amerikanische Komponistin

### N
- Nan Grey (1918–1993), US-amerikanische Schauspielerin
- Nana Grey-Johnson (* 1951), gambischer Schriftsteller
- Nathan Grey (* 1975), australischer Rugby-Union-Spieler
- Nigel de Grey (1886–1951), britischer Kryptoanalytiker

### O
- Olga Grey (1896/1897–1973), US-amerikanische Schauspielerin

### P
- Paul Francis Grey (1908–1990), britischer Diplomat
- Philip de Malpas Grey-Egerton (1806–1881), englischer Paläontologe und Politiker

### R
- Ralph Grey (Ritter) (um 1427–1464), englischer Ritter
- Ralph Grey, Baron Grey of Naunton (1910–1999), britischer Kolonialbeamter
- Reginald Grey, 1. Baron Grey of Wilton († 1308), englischer Adliger und Militär
- Reginald Grey, 3. Baron Grey de Ruthin (um 1362–1440), englischer Adliger
- Reginald Grey, 7. Baron Grey de Wilton (1421–1494), englischer Adliger
- Reynold Grey, 2. Baron Grey of Ruthin, englischer Adliger und Militär
- Richard de Grey (Adliger, † vor 1272) (vor 1198–vor 1272), englischer Adliger
- Richard de Grey (Adliger, † 1335), englischer Adliger und Militär
- Richard Grey, 1. Baron Grey of Codnor (1371–1418), englischer Adliger und Militär
- Richard Grey (Adliger, † 1483) (um 1456–1483), englischer Adliger
- Richard Grey (Geistlicher) (1696–1771), englischer Geistlicher und Autor
- Richard Grey, 6. Earl Grey (1939–2013), britischer Peer
- Robin Grey (* 1976), deutscher Basketballspieler
- Robyn Grey-Gardner (* 1964), australische Ruderin
- Roger Grey, 1. Baron Grey of Ruthin († 1353), englischer Adliger und Militär
- Rudolph Grey, US-amerikanischer Jazzgitarrist, Filmhistoriker und Autor

### S
- Sarah Beth Grey (* 1995), britische Tennisspielerin
- Sarah Grey (* 1980), kanadische Schauspielerin
- Sasha Grey (* 1988), US-amerikanische Pornodarstellerin
- Sheila Maurice-Grey, britische Jazzmusikerin
- Shirley Grey (1902–1981), US-amerikanische Schauspielerin
- Skylar Grey (* 1986), US-amerikanische Sängerin
- Sonny Grey (1925–1987), jamaikanischer Jazztrompeter
- Suzanne Grey (1917–2005), französische Schauspielerin

### T
- Tanni Grey-Thompson, Baroness Grey-Thompson (* 1969), britische Leichtathletin
- Thomas Grey (Historiker) († vor 1369), englischer Historiker
- Thomas Grey (Verschwörer) (1384–1415), englischer Verschwörer gegen Heinrich V.
- Thomas Grey, 1. Marquess of Dorset (um 1455–1501), englischer Adliger, Earl of Huntingdon
- Thomas Grey, 1. Baron Richemount Grey († 1461), englischer Adliger
- Thomas Grey, 2. Marquess of Dorset (1477–1530), englischer Höfling
- Thomas Grey (Politiker, vor 1512) (vor 1512–1570), englischer Politiker
- Thomas Grey (Politiker, 1508) (1508–1559), englischer Politiker
- Thomas Grey (Politiker, 1519) (1519–1558), englischer Politiker
- Thomas Grey (Politiker, 1549) (1549–1590), englischer Politiker
- Thomas Grey, 15. Baron Grey de Wilton (1575–1614), englischer Adliger, Verschwörer gegen Jakob I.
- Thomas Grey, Lord Grey of Groby (um 1623–1657), englischer Politiker
- Thomas Grey, 2. Earl of Stamford (um 1654–1720), britischer Adliger und Politiker
- Thomas de Grey, 2. Earl de Grey (1781–1859), britischer Adliger und Politiker
- Thomas de Grey, 6. Baron Walsingham (1843–1919), britischer Politiker und Insektenkundler
- Thomas Grey (Rugbyspieler) (vor 1906–nach 1922), walisischer Rugbyspieler
- Tony Grey (* 1975), britischer Fusionmusiker

### V
- Valerie Grey-Stipek (1845–1934), österreichische Schauspielerin und Schriftstellerin
- Virginia Grey (1917–2004), US-amerikanische Schauspielerin

### W
- Wayne Grey (* 1944), US-amerikanischer Gitarrist
- William Grey (Lincoln) († 1436), englischer Geistlicher, Bischof von London und von Lincoln
- William Grey (Ely) († 1478), englischer Geistlicher, Bischof von Ely
- William Grey, 13. Baron Grey de Wilton (um 1509–1562), englischer Adliger und General
- William Grey, 1. Baron Grey of Warke (um 1593–1674), englischer Regierungsbeamter
- William Grey (Gouverneur) (1818–1878), britischer Kolonialbeamter
- William Grey-Wilson (1852–1926), britischer Kolonialbeamter
- William Grey (Lepidopterologe) (* 1827), russischer Schmetterlingsforscher, publizierte zuweilen als Vasilii Fomich Grey.

### Z
- Zane Grey (1872–1939), US-amerikanischer Schriftsteller
- Zena Grey (* 1988), US-amerikanische Schauspielerin

### Fiktive Figuren
- Christian Grey, Romanfigur aus Shades of Grey
- Meredith Grey, Filmfigur aus Grey’s Anatomy